# Sainte-Beuve-en-Rivière
Pour les articles homonymes, voir Sainte-Beuve (homonymie).
Sainte-Beuve-en-Rivière est une commune française située dans le département de la Seine-Maritime en région Normandie.

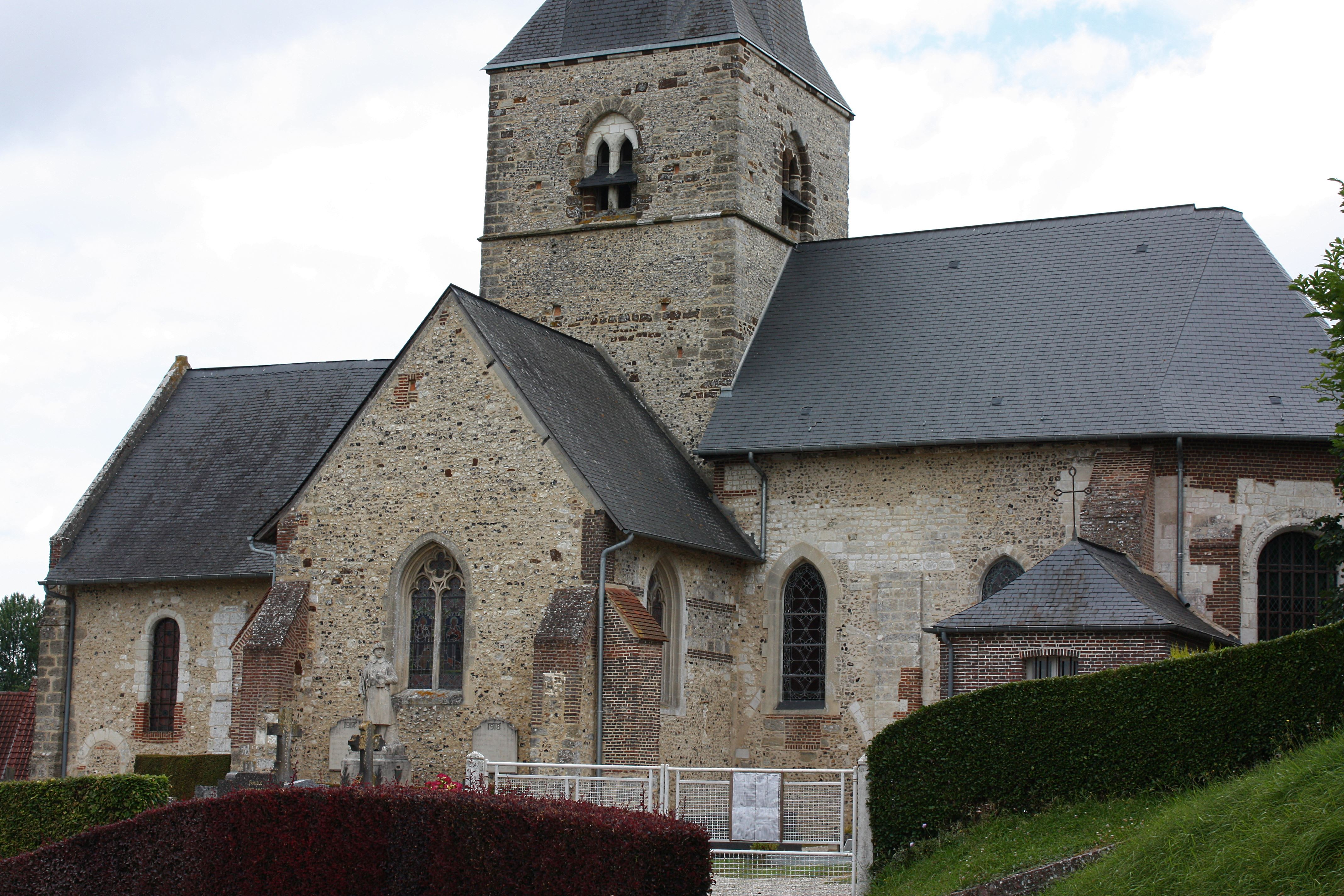
L'église.

## Géographie

### Localisation
| Saint-Germain-sur-Eaulne |                         | Le Caule-Sainte-Beuve |
|                          | Sainte-Beuve-en-Rivière | Auvilliers            |
| Bouelles                 |                         | Mortemer              |

Sainte-Beuve-en-Rivière est une commune brayonne située dans le département de la Seine-Maritime, de la région Normandie. 

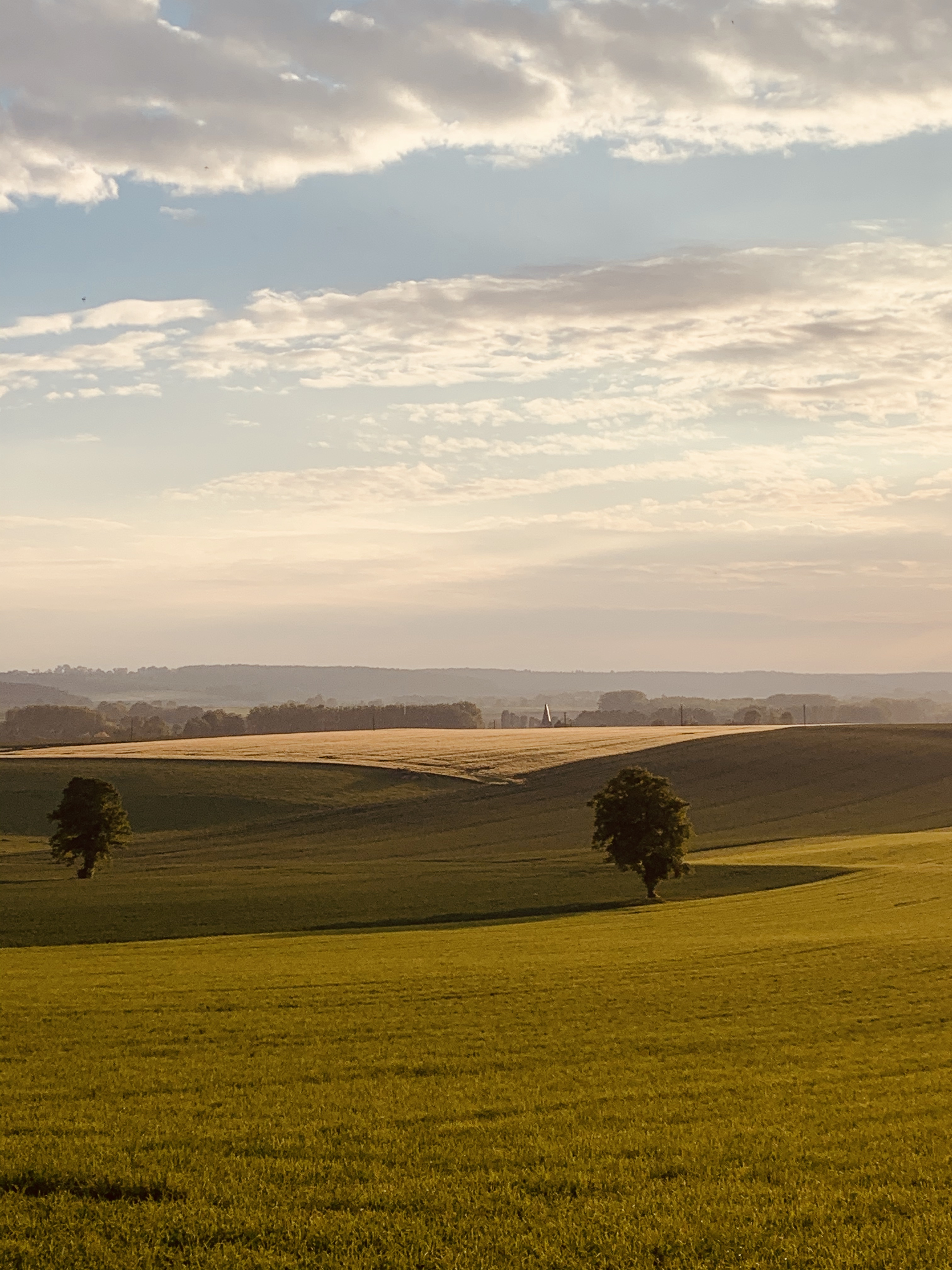
La vue sur la campagne environnante de Sainte Beuve en Rivière. Au loin, il est possible d'apercevoir l'église du village.

### Hydrographie
La commune est située dans le bassin Seine-Normandie. Elle est drainée par l'Eaulne et  et un autre petit cours d'eau,.
L'Eaulne, d'une longueur de 45 km, prend sa source dans la commune de Mortemer et se jette  dans l'Arquesen limite des communes d'Arques-la-Bataille et de Martin-Église, après avoir traversé 19 communes. 

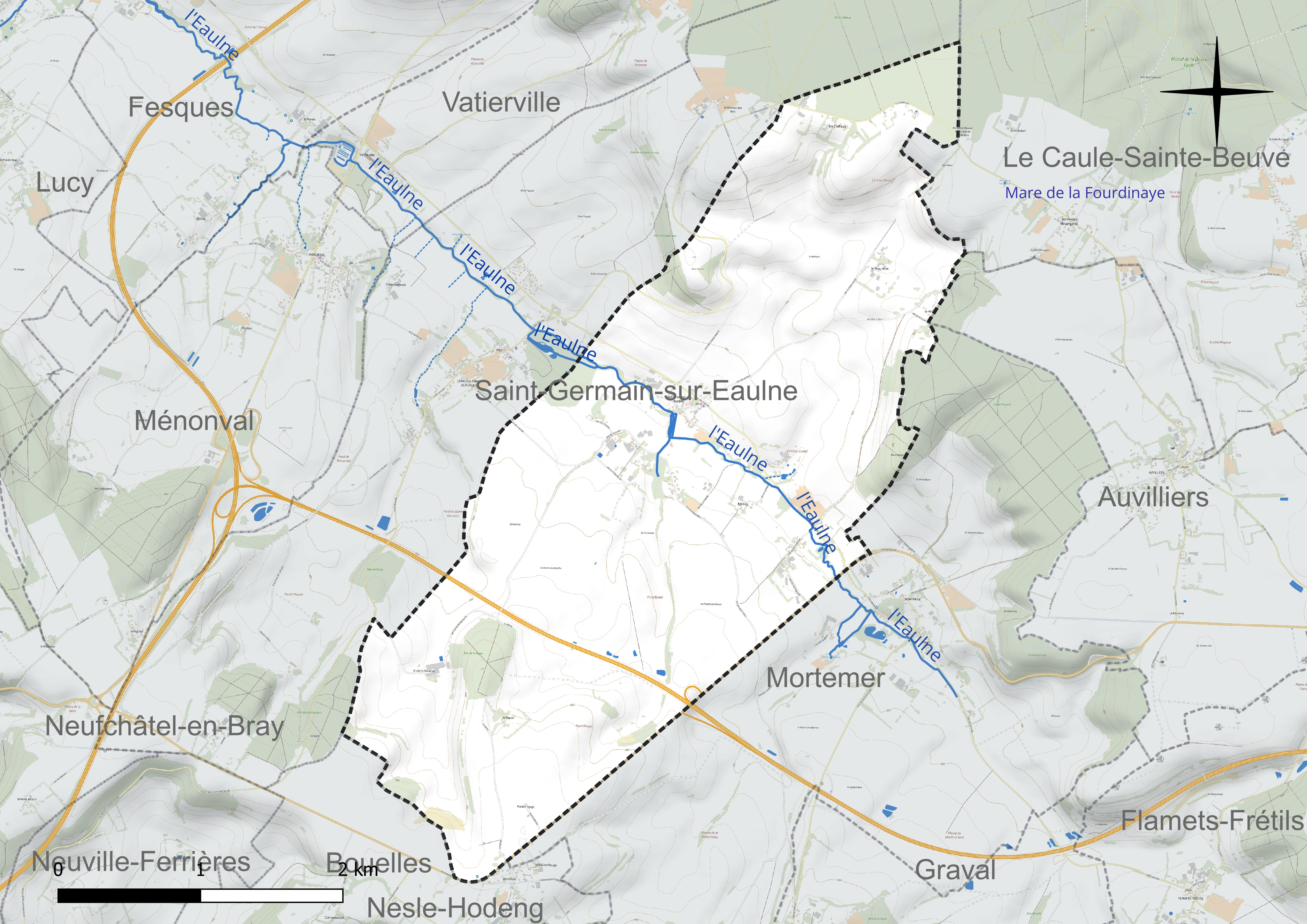
Réseau hydrographique de Sainte-Beuve-en-Rivière.

### Climat
Pour des articles plus généraux, voir Climat de la Normandie et Climat de la Seine-Maritime.
En 2010, le climat de la commune est de type climat océanique dégradé des plaines du Centre et du Nord, selon une étude du CNRS s'appuyant sur une série de données couvrant la période 1971-2000. En 2020, Météo-France publie une typologie des climats de la France métropolitaine dans laquelle la commune est exposée à un climat océanique et est dans la région climatique Côtes de la Manche orientale, caractérisée par un faible ensoleillement (1 550 h/an) ; forte humidité de l’air (plus de 20 h/jour avec humidité relative > 80 % en hiver), vents forts fréquents. Parallèlement le GIEC normand, un groupe régional d’experts sur le climat, différencie quant à lui, dans une étude de 2020, trois grands types de climats pour la région Normandie, nuancés à une échelle plus fine par les facteurs géographiques locaux. La commune est, selon ce zonage, exposée à un « climat contrasté des collines », correspondant au Pays de Bray, bien arrosé et frais.
Pour la période 1971-2000, la température annuelle moyenne est de 10,2 °C, avec une amplitude thermique annuelle de 14,5 °C. Le cumul annuel moyen de précipitations est de 886 mm, avec 13,5 jours de précipitations en janvier et 8,5 jours en juillet. Pour la période 1991-2020, la température moyenne annuelle observée sur la station météorologique la plus proche, située sur la commune de Bouelles à 6 km à vol d'oiseau, est de 10,7 °C et le cumul annuel moyen de précipitations est de 838,4 mm,. Pour l'avenir, les paramètres climatiques de la commune estimés pour 2050 selon différents scénarios d’émission de gaz à effet de serre sont consultables sur un site dédié publié par Météo-France en novembre 2022.

## Urbanisme

### Typologie
Au 1er janvier 2024, Sainte-Beuve-en-Rivière est catégorisée commune rurale à habitat très dispersé, selon la nouvelle grille communale de densité à sept niveaux définie par l'Insee en 2022.
Elle est située hors unité urbaine. Par ailleurs la commune fait partie de l'aire d'attraction de Neufchâtel-en-Bray, dont elle est une commune de la couronne,. Cette aire, qui regroupe 15 communes, est catégorisée dans les aires de moins de 50 000 habitants,.

### Occupation des sols
L'occupation des sols de la commune, telle qu'elle ressort de la base de données européenne d’occupation biophysique des sols Corine Land Cover (CLC), est marquée par l'importance des territoires agricoles (93,2 % en 2018), une proportion identique à celle de 1990 (93,2 %). La répartition détaillée en 2018 est la suivante : 
terres arables (68,1 %), prairies (21,4 %), forêts (6,8 %), zones agricoles hétérogènes (3,7 %). L'évolution de l’occupation des sols de la commune et de ses infrastructures peut être observée sur les différentes représentations cartographiques du territoire : la carte de Cassini (XVIIIe siècle), la carte d'état-major (1820-1866) et les cartes ou photos aériennes de l'IGN pour la période actuelle (1950 à aujourd'hui).

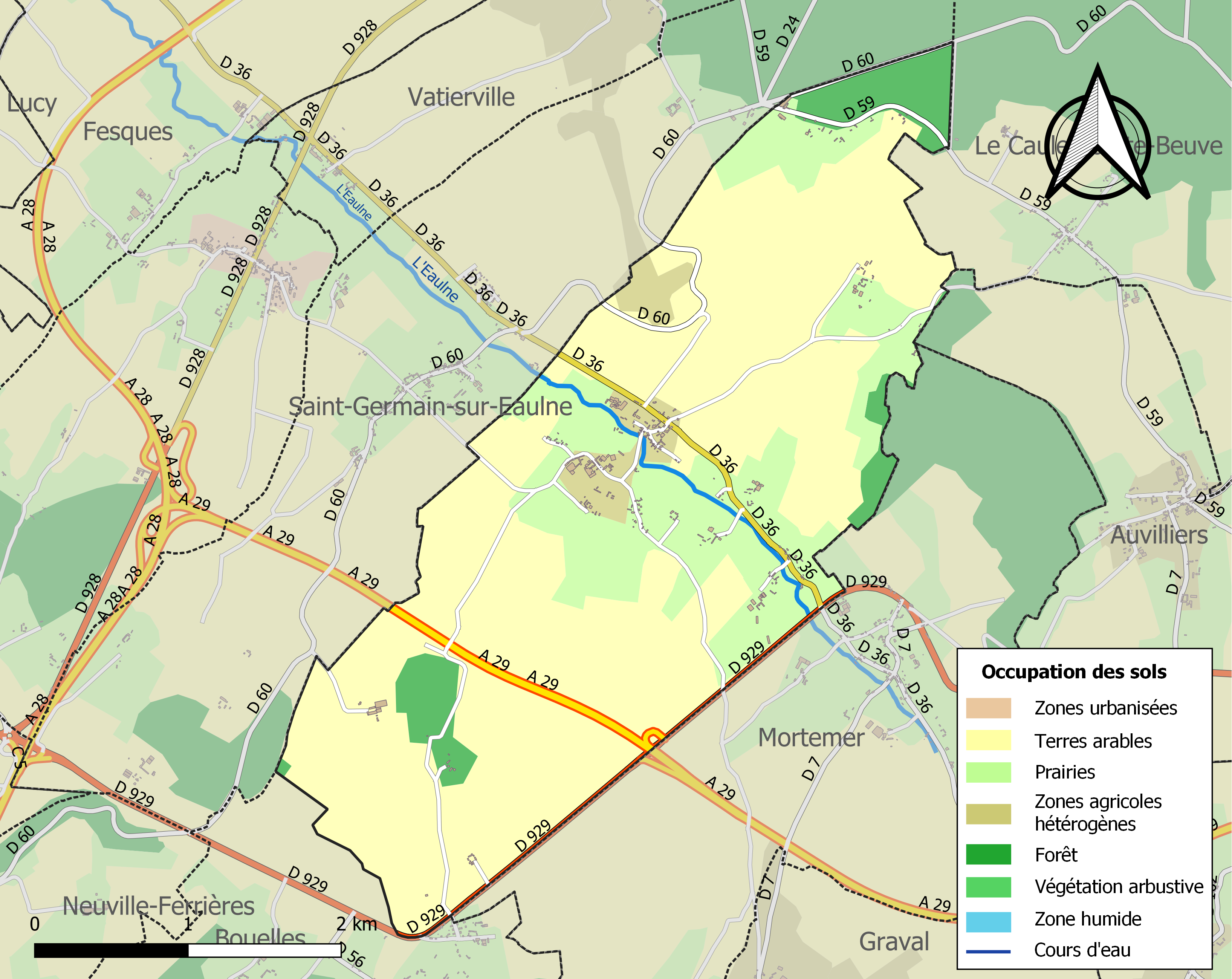
Carte des infrastructures et de l'occupation des sols de la commune en 2018 (CLC).

## Toponymie
Le nom de la localité est attesté sous les formes :
- Sanctam Bovam en 1152[15]
- Sainte Beuve in Riparia en 1433[16]
- Sainte Beuve en Rivière en 1715[15]
- Sainte-Beuve-en-Rivière en 1957[15]

Les habitants de Sainte-Beuve-en-Rivière se nomment les Sainte-Beuvois et les Sainte-Beuvoises.
Composé de saint, Beuve et rivière, en hommage à sainte Beuve de Reims.
Le déterminant la-rivière se référe à l'Eaulne.

## Histoire
La commune a été formée de deux anciennes paroisses, Sainte Beuve et Épinay-sous-Mortemer en 1823.

## Politique et administration
| Période                                  | Période                      | Identité          | Étiquette | Qualité                                                            |
| ---------------------------------------- | ---------------------------- | ----------------- | --------- | ------------------------------------------------------------------ |
| Les données manquantes sont à compléter. |                              |                   |           |                                                                    |
| mars 2001                                | 2008                         | Michel Coffin     |           | Agriculteur                                                        |
| mars 2008                                | novembre 2016                | Jean-Yves Anselin |           | Agriculteur, producteur de fromage Démissionnaire                  |
| décembre 2016                            | En cours (au 9 juillet 2020) | Bernard Bruchet   |           | Entrepreneur individuel (comptable) Réélu pour le mandat 2020-2026 |

## Démographie
L'évolution du nombre d'habitants est connue à travers les recensements de la population effectués dans la commune depuis 1793. Pour les communes de moins de 10 000 habitants, une enquête de recensement portant sur toute la population est réalisée tous les cinq ans, les populations de référence des années intermédiaires étant quant à elles estimées par interpolation ou extrapolation. Pour la commune, le premier recensement exhaustif entrant dans le cadre du nouveau dispositif a été réalisé en 2007.

En 2022, la commune comptait 175 habitants, en évolution de −3,85 % par rapport à 2016 (Seine-Maritime : +0,35 %, France hors Mayotte : +2,11 %).
| 1793 | 1800 | 1806 | 1821 | 1831 | 1836 | 1841 | 1846 | 1851 |
| ---- | ---- | ---- | ---- | ---- | ---- | ---- | ---- | ---- |
| 227  | 161  | 236  | 227  | 411  | 410  | 442  | 436  | 418  |

| 1856 | 1861 | 1866 | 1872 | 1876 | 1881 | 1886 | 1891 | 1896 |
| ---- | ---- | ---- | ---- | ---- | ---- | ---- | ---- | ---- |
| 397  | 419  | 420  | 377  | 394  | 356  | 373  | 350  | 357  |

| 1901 | 1906 | 1911 | 1921 | 1926 | 1931 | 1936 | 1946 | 1954 |
| ---- | ---- | ---- | ---- | ---- | ---- | ---- | ---- | ---- |
| 327  | 306  | 308  | 270  | 250  | 285  | 289  | 280  | 287  |

| 1962 | 1968 | 1975 | 1982 | 1990 | 1999 | 2006 | 2007 | 2012 |
| ---- | ---- | ---- | ---- | ---- | ---- | ---- | ---- | ---- |
| 268  | 268  | 208  | 198  | 179  | 162  | 180  | 182  | 183  |

| 2017 | 2022 | - | - | - | - | - | - | - |
| ---- | ---- | - | - | - | - | - | - | - |
| 183  | 175  | - | - | - | - | - | - | - |

## Culture locale et patrimoine

### Lieux et monuments
- L'église de Sainte-Beuve : le transept sud, la nef et le portail datent de l'époque du XIIe siècle, la tour-clocher du XIIIe siècle et le chœur du XIIIe, restauré au XVIe siècle.
- L'église Sainte-Beuve (abbesse de Reims) des XIIe et XVIe siècles : elle conserve le plan et le clocher romans, le reste date du XVIe siècle et l'ensemble a été restauré principalement en silex[24].

### Personnalités liées à la commune
- Christian Sauvé (1943-2023), artiste peintre installé à Sainte-Beuve-en-Rivière et dont la mairie conserve une toile.